# Championnat de Madagascar de football 2017
Navigation
Saison précédente Saison suivante
La saison 2017 du Championnat de Madagascar de football est la 54e édition de la première division malgache, la THB Champions League. Le championnat se déroule en plusieurs phases consécutives :
- la première phase oppose 24 équipes (une par région, sauf pour la région d'Analamanga, où est située la capitale Antananarivo qui peut engager deux équipes et la province dont est issu le champion en titre, qui a également droit à une formation supplémentaire), en quatre poules de six équipes. Les trois premiers de chaque poule se qualifient pour la suite de la compétition.
- les douze clubs qualifiés sont à nouveau répartis en deux poules de six et s'affrontent une seule fois. Cette fois-ci, seuls les deux premiers se qualifient pour la phase suivante.
- enfin, la Poule des As oppose les quatre formations encore en lice. Elles se rencontrent deux fois et l'équipe en tête du classement final est sacrée championne de Madagascar.

Le tenant du titre, CNAPS Sport, est issu de la région d'Itasy, qui a donc droit à deux représentants en championnat cette saison.
C’est le quadruple tenant du titre, CNAPS Sport qui remporte à nouveau la compétition cette saison, après avoir terminé en tête de la poule des As, avec six points d'avance sur l'AS Saint-Michel. Il s'agit du sixième titre de champion de Madagascar de l’histoire du club.

## Les clubs participants
- USSK Ambanja (Diana)
- FC Iharana (Sava)
- CNAPS Sport (Itasy)
- RTS-Jet Mada (Itasy)
- AS Saint-Michel (Analamanga)
- COSFA (Analamanga)
- FC Vakinankaratra (Vakinankaratra)
- Ajesaia (Bongolava)
- Varatraza Antsohihy (Sofia)
- FOSA Juniors FC (Boeny)
- FC Maeva (Betsiboka)
- MTM Melaky (Melaky)
- HZAM Amparafaravola (Alaotra Mangoro)
- Fifafifi (Atsinanana)
- STF (Analanjirofo)
- AS TOP DOM (Amoron'i Mania)
- Zanak'Ala FC (Haute-Matsiatra)
- VFM (Vatovavy-Fitovinany)
- FC Menagnara (Atsimo-Atsinanana)
- JSA Ihorombe (Ihorombe)
- FC Malaimbandy (Menabe)
- 3FB Toliara (Atsimo Andrefana)
- FC Angele (Anôsy)
- AS Espoir (Androy)

## Compétition
Le barème utilisé pour établir le classement est le suivant :
- Victoire : 3 points
- Match nul : 1 point
- Défaite, forfait ou abandon : 0 point

### Première phase
| Rang | Équipe              | Pts | J | G | N | P | Bp | Bc | Diff |
| ---- | ------------------- | --- | - | - | - | - | -- | -- | ---- |
| 1    | COSFA               | 13  | 5 | 4 | 1 | 0 | 17 | 3  | +14  |
| 2    | USSKA Ambanja       | 8   | 5 | 2 | 2 | 1 | 13 | 8  | +5   |
| 3    | Varatraza Antsohihy | 7   | 5 | 2 | 1 | 2 | 9  | 14 | -5   |
| 4    | FOSA Juniors FCC    | 5   | 5 | 1 | 2 | 2 | 7  | 5  | +2   |
| 5    | FC Iharana          | 5   | 5 | 1 | 2 | 2 | 7  | 13 | -6   |
| 6    | MTM Melaky          | 2   | 5 | 0 | 2 | 3 | 5  | 15 | -10  |

| Rang | Équipe              | Pts | J | G | N | P | Bp | Bc | Diff |
| ---- | ------------------- | --- | - | - | - | - | -- | -- | ---- |
| 1    | HZAM Amparafaravola | 10  | 5 | 3 | 1 | 1 | 5  | 3  | +2   |
| 2    | Ajesaia             | 9   | 5 | 3 | 0 | 2 | 11 | 2  | +9   |
| 3    | RTS-Jet Mada        | 9   | 5 | 3 | 0 | 2 | 9  | 4  | +5   |
| 4    | Fifafifi            | 8   | 5 | 2 | 2 | 1 | 8  | 8  | 0    |
| 5    | FC Vakinankaratra   | 7   | 5 | 2 | 1 | 2 | 9  | 7  | +2   |
| 6    | STF                 | 0   | 5 | 0 | 0 | 5 | 2  | 20 | -18  |

| Rang | Équipe          | Pts | J | G | N | P | Bp | Bc | Diff |
| ---- | --------------- | --- | - | - | - | - | -- | -- | ---- |
| 1    | AS Saint-Michel | 13  | 5 | 4 | 1 | 0 | 27 | 3  | +24  |
| 2    | AS TOP DOM      | 13  | 5 | 4 | 1 | 0 | 12 | 3  | +9   |
| 3    | FC Maeva        | 7   | 5 | 2 | 1 | 2 | 14 | 15 | -1   |
| 4    | VFM             | 7   | 5 | 2 | 1 | 2 | 11 | 12 | -1   |
| 5    | FC Malaibandy   | 3   | 5 | 1 | 0 | 4 | 7  | 20 | -13  |
| 6    | FC Menagnara    | 0   | 5 | 0 | 0 | 5 | 3  | 21 | -18  |

| Rang | Équipe       | Pts | J | G | N | P | Bp | Bc | Diff |
| ---- | ------------ | --- | - | - | - | - | -- | -- | ---- |
| 1    | CNAPS SportT | 15  | 5 | 5 | 0 | 0 | 22 | 2  | +20  |
| 2    | FC Angele    | 9   | 5 | 3 | 0 | 2 | 20 | 9  | +11  |
| 3    | Zanak'Ala FC | 9   | 5 | 3 | 0 | 2 | 20 | 10 | +10  |
| 4    | 3FB Toliara  | 7   | 5 | 2 | 1 | 2 | 8  | 7  | +1   |
| 5    | JSA Ihorombe | 4   | 5 | 1 | 1 | 3 | 6  | 22 | -16  |
| 6    | AS Espoir    | 0   | 5 | 0 | 0 | 5 | 5  | 31 | -26  |

### Deuxième phase
| Rang | Équipe              | Pts | J | G | N | P | Bp | Bc | Diff |
| ---- | ------------------- | --- | - | - | - | - | -- | -- | ---- |
| 1    | CNAPS SportT        | 13  | 5 | 4 | 1 | 0 | 22 | 5  | +17  |
| 2    | HZAM Amparafaravola | 10  | 5 | 3 | 1 | 1 | 19 | 8  | +11  |
| 3    | Ajesaia             | 10  | 5 | 3 | 1 | 1 | 15 | 7  | +8   |
| 4    | Varatraza Antsohihy | 4   | 5 | 1 | 1 | 3 | 6  | 11 | -5   |
| 5    | USSK Ambanja        | 4   | 5 | 1 | 1 | 3 | 5  | 14 | -9   |
| 6    | FC Maeva            | 1   | 5 | 0 | 1 | 4 | 5  | 27 | -22  |

| Rang | Équipe          | Pts | J | G | N | P | Bp | Bc | Diff |
| ---- | --------------- | --- | - | - | - | - | -- | -- | ---- |
| 1    | COSFA           | 12  | 5 | 4 | 0 | 1 | 10 | 4  | +6   |
| 2    | AS Saint-Michel | 10  | 5 | 3 | 1 | 1 | 7  | 4  | +3   |
| 3    | AS TOP DOM      | 7   | 5 | 2 | 1 | 2 | 5  | 5  | 0    |
| 4    | RTS-Jet Mada    | 7   | 5 | 2 | 1 | 2 | 4  | 4  | 0    |
| 5    | Zanak'Ala FC    | 6   | 5 | 2 | 0 | 3 | 5  | 6  | -1   |
| 6    | FC Angele       | 1   | 5 | 0 | 1 | 4 | 2  | 10 | -8   |

### Poule des As
| Rang | Équipe              | Pts | J | G | N | P | Bp | Bc | Diff |  | Résultats (▼ dom., ► ext.) | CNA | StM | COS | HZA |
| ---- | ------------------- | --- | - | - | - | - | -- | -- | ---- |  | -------------------------- | --- | --- | --- | --- |
| 1    | CNAPS SportT        | 18  | 6 | 6 | 0 | 0 | 15 | 4  | +11  |  | CNAPS SportT               |     | 4-2 | 3-0 | 1-0 |
| 2    | AS Saint-Michel     | 12  | 6 | 4 | 0 | 2 | 17 | 11 | +6   |  | AS Saint-Michel            | 0-1 |     | 6-2 | 2-1 |
| 3    | COSFA               | 4   | 6 | 1 | 1 | 4 | 8  | 16 | -8   |  | COSFA                      | 1-3 | 1-2 |     | 2-2 |
| 4    | HZAM Amparafaravola | 1   | 6 | 0 | 1 | 5 | 6  | 15 | -9   |  | HZAM Amparafaravola        | 1-3 | 2-5 | 0-2 |     |

|  | Qualification pour la Ligue des champions de la CAF 2018         |
|  | Qualification pour la Coupe de la confédération 2018             |
|  | T : Tenant du titre C : Vainqueur de la Coupe de Madagascar 2017 |

## Bilan de la saison
| Championnat de Madagascar de football 2017 |                        |
| Champion                                   | CNAPS Sport (6e titre) |
| Coupes et trophées                         |                        |
| Vainqueur de la Coupe de Madagascar 2017   | FOSA Juniors FC        |
| Qualifications continentales               |                        |
| Ligue des champions de la CAF 2018         | CNAPS Sport            |
| Coupe de la confédération 2018             | FOSA Juniors FC        |
| Promotions et relégations                  |                        |
| Promus en THB Champions League             | Aucun                  |
| Relégués                                   | Aucun                  |